# ロンドン・アンド・グリニッジ鉄道
ロンドン・アンド・グリニッジ鉄道（ロンドン・アンド・グリニッジてつどう、London and Greenwich Railway）は、かつてロンドンに存在した鉄道で、1836年に開業し1838年に全線開通した。ロンドン初の蒸気機関車を用いた鉄道であり、またロンドン初の高架鉄道でもある。

## 設立
この路線のアイデアは、1824年まで王立工兵に所属していたジョージ・トーマス・ランドマン大佐とジョージ・ウォルターによるもので、1831年11月25日の会議で会社が設立された。路線は、シティへの移動に便利なロンドン橋の近くを通る予定だった。全長は3.75マイル（6.0km）で、878のレンガ製アーチからなる高架橋を使用し、そのうちのいくつかはスキュー・アーチとなっている。またランドマンは、このアーチを作業場として貸し出すことを計画していた。彼らはグランド・サリー運河の後で地上に降りる予定だったが、議会による反対を受けた。
1833年には、トゥーリー・ストリート（現ロンドン・ブリッジ駅）からグリニッジのロンドン・ストリートまでの路線建設許可が降りた。
最終的にはドーバーに到達することを目指していたが、グリニッジからグレイヴゼンドへの延伸が話題になった。1836年、ある計画が議会に提出されたが、他の5つの計画が競合し、法案は第2読会で否決された。

## 建設工事
線路はトゥーリー・ストリートと平行に走り、ブルー・アンカー・ロード、コーベッツ・レーン、グランド・サリー運河を横切っていた。そこから最初の駅であるデットフォード・ハイ・ストリート駅に向かってカーブし、グリニッジへと向かった。なお、建設工事はヒュー・マッキントッシュが担当した。
下層部が泥炭層となっており、ランドマンは世界に先んじて基礎の補強にコンクリートを用いた。それでもコーベッツ・レーンに近いいくつかの橋脚は垂直から4～5インチ（100～125mm）もずれてしまい、1836年1月18日にはトゥーリー・ストリートに近い2つのアーチが崩壊した。なお他の場所ではレンガの横方向の広がりを防ぐために鉄製のタイが使われた。さらに1840年には多くのアーチの上に9インチ（230mm）のコンクリートを敷き、その上にアスファルトを重ねて改良した。
デットフォードとグリニッジの間にあるデットフォード・クリークでレイヴンスボーン川を渡った。この橋はマスト船が下を通れる構造になっており、8人で操作が行われていた。しかし基礎が不安定だったため1884年と1963年の2回架け替えが行われた。
当初は、石のブロックや枕木に固定された4フィート8.5インチ（1,435mm）の標準軌を使用した単線が敷かれていた。1840年までは様々な種類の線路が混在していた。また当時のレールは騒音がひどく、構造物や車両に悪影響を及ぼしていた。またデットフォード - グリニッジ間の高架橋では当初縦材に4フィート間隔で横木を敷いたレールが使われていた。この時デットフォードでは4分の1マイル（400m）に渡って重さ78ポンドの新しいダブルパラレルレールが木材の枕木に敷設されたと思われる。その後このコンクリート基盤はバラスト軌道に置き換えられた。

## 開業
1836年2月8日、スパ・ロード - デットフォード間が開業した。またこの前の1835年にはコーベッツ・レーン・テンプ駅を含む区間を展示列車が走行した。この列車は年の半ばから運行されていたが、11月の脱線事故の影響でしばらく中断し、翌年から再開された。なおこの際の最高速度は時速60マイル（97km/h）に達したという。開業直後の月曜日には約1万3千人が集まったが、3月7日には列車と人が衝突する人身事故が発生した。
1837年には雑誌ザ・ジェントルマンズ・マガジンが鉄道プロジェクトについてこう述べた。
この偉大な国家事業は勇敢なオーナーであるリンドマン大佐、そして設計を担当したマッキントッシュ氏の貢献によるものである。マッキントッシュ氏は、1833年の敷設許可以来、6千万にも及ぶレンガを人の手で積み上げた。
その後10月にはバーモンジー・ストリート、12月にロンドン橋まで路線が延長された。その後1838年のクリスマスイブにはグリニッジのチャーチ・ローの仮駅まで延伸がなされた。グリニッジ方面への延伸が遅れたのはデットフォード・クリーク橋が抱えていた問題によるものである。その後現在のグリニッジ駅は1840年4月に正式に開業した。

## 車両
最初に採用したのはチャールズ・テーラー社製造の車軸配置2-2-0の機関車と、ウィリアム・マーシャル・オブ・グレイヴセンド社が製造した車軸配置2-2-2の機関車3両だった。これらは全てロバート・スチーブンソン社が開発した鉄道車両プラネットだったと思われる。それらに加えてジョージ・フォスター社の下請けとしてベリー社が2両を製造した。この機関車では初めて水平シリンダーがフレームの外側前部に取り付けられた。当時の設計としては大成功だったが、揺れが大きく「ボクサー」と呼ばれるようになり、のちに車軸が追加された。その4年後にはさらに機関車3両が追加された。R&Wホーソーン社とスチーブンソン社から3軸のものが1両ずつ、そしてデイ・サマーズ社からもう1両が納入された。
マーシャル社が製作した4台の機関車のうち、1台目はロイヤル・ウィリアムと名付けられた。他の3台のうちの1台には「4」という番号が付けられ、ロンドン・アンド・グリニッジ鉄道の取締役であったジョン・トウェルズにちなんで「トウェルズ」という名前が付けられた。1836年に製造された同機は、定格出力25馬力（19kW）であり、1845年には海軍本部に売却され、1848年のフランクリン遠征中に遭難した臼砲艦エレバスに搭載された。
一等車と二等車に使用された車両は、車軸の下に足底の棒とヘッドストックがあるという珍しいものだった。これは高架鉄道であるこの路線の特性上、仮に列車が脱線しても客車が数インチしか落ちないようにするための安全対策だった。

## 開業後の歴史
この鉄道は1836年から1840年にかけて毎年125万人以上の乗客を輸送した。これは当時発展しつつあった観光業の恩恵を受けた結果だと考えられる。
1839年6月にはロンドン・アンド・クロイドン鉄道（L&CR）が開業し、同社とはトゥーリー・ストリートとコーベッツ・ラインの間の路線を共有した。また同社はグリニッジ鉄道の駅とトゥーリー・ストリートとの間に自社の駅を設置したが、その駅がいつからロンドン・ブリッジ駅と呼ばれるようになったのかははっきりしていた。
コーベッツ・レーンには、ポイント制御に使われた最初の固定信号が設置されたと考えられている。これは、ポイントマンが操作する白い円盤で、夜間は赤い光でクロイドン方面へのルート設定を示していた。円盤の端が点灯していたり、白いランプが点灯していたりすると、そのポイントはグリニッジ方面に設定されていた。
1840年には、コーベッツ・レーン信号場までの追加線の敷設と、ロンドン・ブリッジ駅の改良・拡張のためにさらに2つの法律が制定された。これらはクロイドン鉄道、ロンドン・アンド・ブライトン鉄道（L&BR）、そして提案されていたサウス・イースタン鉄道によって結成された委員会が注視していた。またこの時クロイドン鉄道とグリニッジ鉄道はコーベッツ・レーンでの交差を避けるために駅を交換していた。1842年、スパ・ロード駅が再設置された。
1843年までに年間乗客者数は150万人を超え、平均運賃は6.5ペンスであった。1844年には乗客数は200万人を超え、一方で平均運賃は5.2ペンスに減少した。グリニッジ鉄道は毎時4本、クロイドン鉄道は毎時1本の運行であった。このように乗客は非常に多かったが莫大な建設費を負債として抱えていたため経済的には成功しなかった。
ロンドン・ブリッジに近づく路線の混雑が進み、さらにグリニッジ鉄道が設定する高い通行料への不満から、サウス・イースタン鉄道（SER）とクロイドン鉄道はブリックレイヤーズ・アームズに新しい終着駅（ブリックレイヤーズ・アームズ駅）を建設した。1844年に新線が開通すると運行列車の大部分が移転し、運賃も引き下げられた。これによって運賃収入が減少したグリニッジ鉄道は破産寸前まで追い込まれた。同社はブリックレイヤーズ・アームズ駅開業前からSERに対してグリニッジ鉄道の買収または賃借を提案していた。SERからの回答には時間を要し、その間にグリニッジ鉄道はブライトン鉄道からも同様の申し出を受け、クロイドン鉄道とは通行料の値下げ交渉を行なった。最終的にSERは1845年の年初めからグリニッジ鉄道を賃借することに合意した。
グリニッジ鉄道会社は1923年まで存続していたが、その活動はSERからの賃料受け取りと株主への配当のみに制限されていた。

## グリニッジ駅

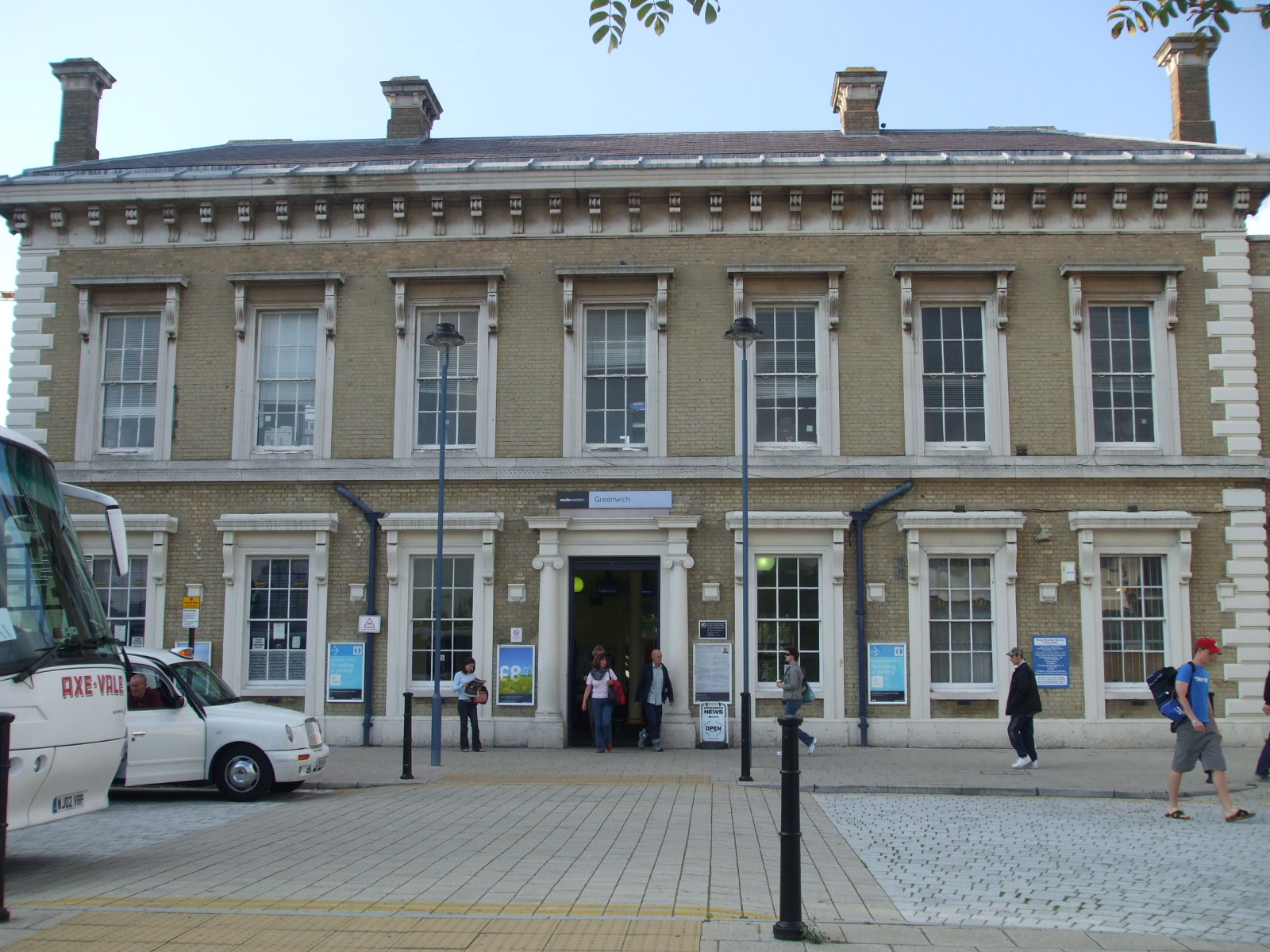
グリニッジ駅

グリニッジ駅は1878年まで終着駅としての地位を保っていたが、同年にメイズ・ヒル駅までの開削トンネルが開通すると路線はノース・ケント線と接続された。この区間はクイーンズ・ハウスとグリニッジ病院の敷地の下を通っており、建設時には墓地を掘り返して遺骨を東に約1.61km離れたイースト・グリニッジ墓地に埋葬しなおした。チャールトンからメイズ・ヒルまでの区間は1873年に開通し、1878年まではメイズ・ヒルが終着駅だった。その翌年にはウェストコム・パーク駅が開業した。
グリニッジ駅の配線には今もその名残がある。ロンドンから連続した高架橋を通るこの路線はグリニッジ駅を過ぎると急カーブを描いてトンネルへと潜り込む。2本の線路の間には待避線が設置されていたが、1990年代にドックランズ・ライト・レイルウェイの延伸に合わせて駅が改修された際に撤去された。